# Pays-Fort
Le Pays-Fort est une micro-région naturelle française située au nord du département du Cher, dans la région Centre-Val de Loire. Ce pays du Berry revêt une identité particulièrement forte, notamment dans le canton de Vailly-sur-Sauldre, trop loin de Sancerre pour être confondu avec le Sancerrois.

## Toponymie
Le nom de la région vient de ces franges ouest (comme à Aubigny-sur-Nère ou La Chapelle-d'Angillon) où l'on passe, en quelques kilomètres, de « pays fort » (bocage fertile) en « pays faible » (la forêt et les landes de Sologne où « rien ne pousse »).

## Géographie

### Situation
Le Pays-Fort est entouré par les régions naturelles suivantes :
- Au nord par la Puisaye
- A l’est par la Loire puis le Nivernais.
- Au sud par la Champagne berrichonne et le Sancerrois.
- A l’ouest par la Sologne.

Le Pays-Fort est parfois associé au Sancerrois et les limites avec ce dernier restent imprécises. Au sud le territoire d'un ancien fief seigneurial, la principauté souveraine de Boisbelle, et la forêt d'Allogny le séparent de la Champagne berrichonne.

### Voies de communication
Le Pays-Fort est accessible par les autoroutes A77 et A71.

### Hydrographie
La région est traversée par la Grande Sauldre et ses affluents la Nère, l'Oizenotte et la Salereine, la Petite Sauldre et son principal affluent le Vernon, ainsi que par la Notre-heure (Loiret) qui se jette dans la Loire à Poilly-lez-Gien.

### Communes
Le noyau central du Pays-Fort se situe à Vailly-sur-Sauldre.
| Communes du Pays-Fort dans le Cher |                                                                                         |  |
| - Achères - Assigny - Barlieu - Blancafort - Concressault - Dampierre-en-Crot - Henrichemont - Ivoy-le-Pré - Jars - La Chapelotte - Le Noyer | - Oizon - Santranges - Subligny - Sury-ès-Bois - Thou - Vailly-sur-Sauldre - Villegenon |  |
| Communes du Pays-Fort dans le Loiret |                                                                                         |  |
| - Autry-le-Châtel - Cernoy-en-Berry - Pierrefitte-ès-Bois                                                                                    |                                                                                         |  |

## Économie
Le Pays-Fort est un territoire assez pauvre et peu peuplé qui n'a pas connu un fort développement aux XIXe et XXe siècles.
L'essentiel de son économie repose sur la polyculture (élevage bovin, caprin et cultures d'oléagineux).
Le tourisme se développe autour des chemins de randonnée et des divers sites touristiques du pays. Afin d'augmenter son pouvoir d'attraction touristique, le pays s'est associé avec le pays de Sancerre et la Sologne berrichonne.

## Patrimoine

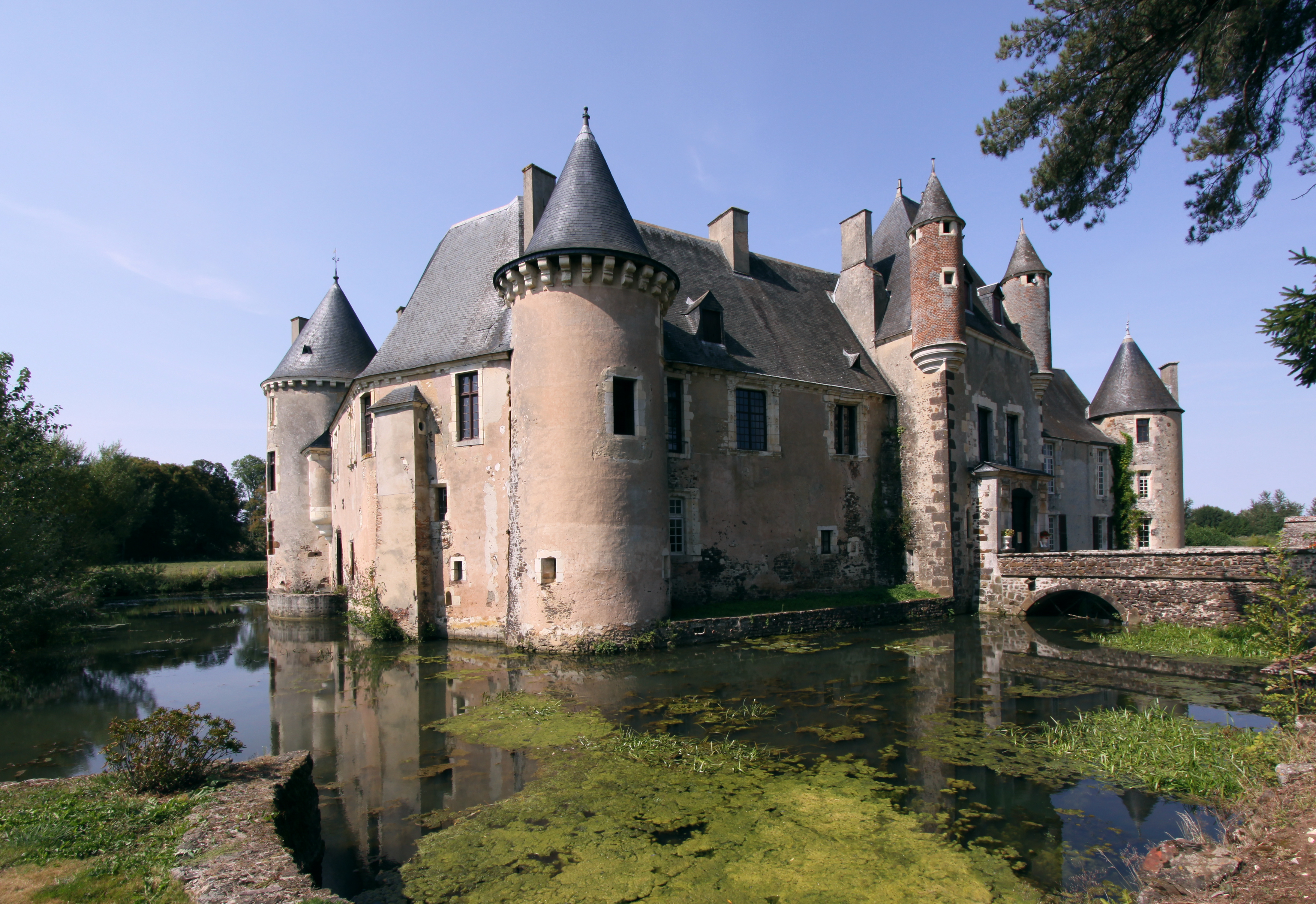
Château de Boucard au Noyer.

- Les granges pyramidales sont des granges à base carrée avec un toit en pavillon très élancé qui ressemble à une pyramide.
- À Assigny : le château de la Vallée ; les communs des XVIe et XVIIe siècles, vastes bâtiments ressemblant à un édifice militaire qui servirent peut-être de garnison ; la grange pyramidale du Joliveau (XVe siècle) est la mieux conservée dans son ensemble originel. Le point culminant Le Faît des Marnes situé à 360 mètres d’altitude ; du point de vue, on embrasse d’un coup d’œil circulaire le bocage du Pays-Fort, le vignoble sancerrois, le sillon ligérien depuis Gien et les contreforts du Morvan et de la Puisaye.
- À Barlieu : maisons des XVe et XVIIe siècles, en bois, pans de bois et torchis (la métairie du bourg) ; la base de loisirs de Badineau située le long de la Grande Sauldre, composée de deux plans d’eau et d'un réseau de canaux.
- Au Noyer : château de Boucard. La Gravière, ancienne manœuvrerie, dépendance du château de Boucard, est attestée dès 1450 comme moulin à blé. L'ensemble composé de deux bâtiments à colombage et torchis est conservé dans son état originel ce qui en fait un exemple d'architecture rurale tout à fait exceptionnel[Selon qui ?].